# Hypsiboas guentheri
Hypsiboas guentheri är en groddjursart som först beskrevs av George Albert Boulenger 1886.  Hypsiboas guentheri ingår i släktet Hypsiboas och familjen lövgrodor. IUCN kategoriserar arten globalt som livskraftig. Inga underarter finns listade i Catalogue of Life.